# 1359
Пізнє Середньовіччя •  Реконкіста •  Ганза •  Авіньйонський полон пап •  Монгольська імперія •  Столітня війна

## Геополітична ситуація
Імператором Візантії є Іоанн V Палеолог (до 1376), Карл IV Люксембург — імператором Священної Римської імперії (до 1378). У Франції править Іоанн II Добрий (до 1364).
Апеннінський півострів розділений: північ належить Священній Римській імперії, середню частину займає Папська область, південь належить Неаполітанському королівству. Деякі міста півночі: Венеція, Піза, Генуя тощо, мають статус міст-республік. Триває боротьба гвельфів та гібелінів.
Майже весь Піренейський півострів займають християнські Кастилія і Леон, де править Педро I (до 1366), Арагонське королівство та Португалія, під владою маврів залишилися тільки землі на самому півдні. Едуард III королює в Англії (до 1377), Магнус Еріксон є королем Швеції (до 1364), а його син Гокон VI — Норвегії (до 1380), королем Польщі — Казимир III (до 1370). У Литві княжить Ольгерд (до 1377).
Руські землі перебувають під владою Золотої Орди. Триває війна за галицько-волинську спадщину між Польщею та Литвою. Польський король Казимир III захопив Галичину, литовський князь Ольгерд — Волинь.
У Києві править князь Федір Іванович. Ярлик на володимирське князівство має суздальський князь Дмитро Костянтинович (до 1363).
Монгольська імперія займає більшу частину Азії, але вона розділена на окремі улуси, що воюють між собою. У Китаї, зокрема, править монгольська династія Юань. У Єгипті владу утримують мамлюки. Мариніди правлять у Магрибі. Делійський султанат є наймогутнішою державою Індії. В Японії триває період Муроматі.
Цивілізація майя переживає посткласичний період. Почали зароджуватися цивілізація ацтеків та інків.

## Події
- Після смерті Івана II Красного ярлик на Володимирське князівство отримав в Орді суздальський князь Дмитро Костянтинович.
- Великим ханом Золотої Орди став Кульпа. Орда вступила в період міжусобиць, що отримав назву Велика Зам'ятня.
- Богдан I став першим правителем незалежного Молдовського князівства.
- Приєднання Шипинської землі до Молдавського князівства.
- Французькі Генеральні штати не погодилися на умови звільнення короля Іоанна II Доброго з англійського полону, за якими Франція поступалася більшою половиною своїх земель і повинна була випалатити великий викуп.
- Після смерті Еріка XII Магнуссона його батько Магнус Еріксон залишився єдиним королем Швеції.
- Турків-османів очолив Мурад I.
- Заяніди відбили в Маринідів Алжир.